# Panagiōtīs Samilidīs
Panagiōtīs Samilidīs (in greco Παναγιώτης Σαμιλίδης?; Atene, 9 agosto 1993) è un nuotatore greco.
Ha vinto due medaglie di bronzo ai Campionati europei di nuoto 2012.

## Palmarès
- Europei

Debrecen 2012: bronzo nei 50m rana e nei 200m rana.
- Giochi del Mediterraneo

Mersin 2013: oro nei 200m rana, argento nella 4x100m misti e bronzo nei 100m rana.
- Mondiali giovanili

Lima 2011: oro nei 50m rana e bronzo nei 100m rana.
- Europei giovanili

Belgrado 2011: oro nei 50m rana e nei 100m rana.